# Werner Milch (Germanist)
Werner Milch (geboren am 16. Januar 1903 in Breslau; gestorben am 21. April 1950 in Baden-Baden) war ein deutscher Germanist und Literaturhistoriker.

## Leben und Werk
Werner Milch war ein Sohn des Mineralogen und Geologen an der Breslauer Universität Ludwig Milch und der Hedwig Kauffmann. Die Eltern waren evangelisch; sie waren nicht mit den Eltern von Erhard Milch verwandt. Er besuchte das Gymnasium in Greifswald und Breslau. Anschließend studierte er in Breslau und Berlin Literaturwissenschaften und neuere Sprachen. Auslandssemester führten ihn nach Uppsala (Schweden) und London. Er promovierte und erwarb in London zusätzlich den Grad eines Bachelor of Arts (B. A.). 1928 heiratete er Antonie Honigmann. Bis 1933 lehrte er als Institutsassistent an der Universität Breslau und arbeitete nebenher als Lektor für die Schlesische Funkstunde. Sein Habilitationsverfahren wurde von dem Breslauer Germanisten Paul Merker aus rassistischen Gründen verhindert.
Nach der Machtübergabe an die Nationalsozialisten 1933 wurde Milch im Zuge der NS-Rassegesetze aus seinen Ämtern entlassen und musste sich mit Behelfsjobs durchschlagen. Seine Frau betrieb eine Pension in Wolfshau im Riesengebirge, in der sie auch NS-Verfolgten Zuflucht gewährten. Zeitweise konnte er auf Schloss Wiepersdorf den Arnim’schen Nachlass auswerten und an seinem Buch über Bettina von Arnim arbeiten.
Während des Pogroms am 9. November 1938 wurde Milch ins Konzentrationslager Sachsenhausen verschleppt und war seither gesundheitlich angeschlagen. Er kam am 14. Dezember wieder frei und emigrierte wider Willen mit seiner Frau im Juni 1939 in die Schweiz und von dort weiter nach Großbritannien. Dort arbeitete er als Dozent am University College Exeter und ab 1944 am King’s College London. 1940 war er sieben Monate als Enemy Alien interniert.
Nach 1945 kehrte Milch nach Deutschland zurück, fungierte als Verbindungsmann des German Educational Reconstruction Committee (G.E.R.), dessen Mitgründer er 1943 gewesen war, und wurde 1949 gegen die Widerstände in der Fakultät auf die Professur für deutsche und vergleichende Literaturgeschichte an der Universität Marburg berufen, die seit dem Tod Max Kommerells 1944 vakant war. Im gleichen Jahr gründete er mit 48 anderen Schriftstellerinnen und Schriftstellern (darunter Adolf Grimme, Erich Kästner und Marie Luise Kaschnitz) die Deutsche Akademie für Sprache und Dichtung. Milch starb 1950 im Alter von 47 Jahren in Baden-Baden an einer Lungenentzündung.
Milch beschäftigte sich wissenschaftlich mit dem Barockdichter Daniel von Czepko, mit Sophie von La Roche und Bettina von Arnim.

## Veröffentlichungen (Auswahl)
- Gustav Adolf und der 30-jährige Krieg. Jena 1926.
- Johanna Schopenhauer – Ihre Stellung in der Geistesgeschichte. o. J., o. O.
- Gustav Adolf in der deutschen und schwedischen Literatur. Breslau 1928 (Volltext).
- Daniel von Czepko – Geistliche Schriften. Berlin 1930.
- Daniel von Czepko – Weltliche Dichtungen. Berlin 1932.
- Christoph Kaufmann. Frauenfeld 1932.
- Arno Holz – Theoretiker, Kämpfer, Dichter. Berlin 1933.
- Daniel von Czepko – Persönlichkeit und Leistung. Breslau 1934.
- Hermann Stehr – Seine dichterische Welt und ihre Probleme. Berlin 1934.
- Sophie von La Roche – Die Großmutter der Brentanos. Frankfurt a. M. 1935.
- Die Einsamkeit, 1937.
- The Story of German Youth 1880-1933. 1944.
- Bettine und Marianne. Zürich 1947.
- Ströme, Formeln, Manifeste. Drei Vorträge zur Geschichte der deutschen Literatur im 20. Jahrhundert. Marburg 1949.
- Über Aufgaben und Grenzen der Literaturgeschichte. Mainz 1950.
- Kleine Schriften zur Literatur- und Geistesgeschichte. Heidelberg 1957.
- Czepko, Daniel von Werke: [1] 1963.
- Czepko, Daniel von Werke: [2] 1963.
- Daniel von Czepkos Bericht über Krankheit und Tod seiner Frau. 1656. In: Sudhoffs Archiv. Band 26, 1965, S. 146–165.
- Die junge Bettine 1785–1811 – Ein biographischer Versuch. Heidelberg 1968.
  - Die junge Bettine und ihr schwerer Weg in die Menschenwelt. Erweiterte Neuausgabe: Berlin 2022. ISBN 978-3-945980-64-4 pdf